# Marguerite Ebner
Marguerite Ebner (née en 1291 - morte le 20 juin 1351) est une religieuse professe allemande dominicaine. Marguerite Ebner connaît à partir de 1311 une série de visions spirituelles dans lesquelles Jésus-Christ lui donne des messages qu'elle enregistre dans des lettres et un journal à la demande de son directeur spirituel ; elle est malade pendant plus d'une décennie alors qu'elle vivait ces visions. Les conflits entre le pape Jean XXII et l'empereur romain Louis le Bavarois, dans lesquels elle et son couvent ont fidèlement soutenu Louis forment la toile de fond d'une grande partie de la vie religieuse de Marguerite Ebner.
La cause de béatification de Marguerite Ebner commence dans les années 1600 bien après sa mort, mais est bloquée pendant un certain temps jusqu'en 1910 ; le pape Jean-Paul II béatifie Marguerite Ebner en 1979 après avoir confirmé la vénération populaire de longue date envers elle - plutôt que de reconnaître un miracle comme c'est généralement la norme.

## Biographie
Marguerite Ebner est née vers 1291 à Donauwörth d'aristocrates ; elle est éduquée à domicile. Vers 1305, elle entre au couvent de Mödingen des moniales dominicaines près de Dillingen et fait profession vers 1306.
De 1312 à 1325, elle souffre d'une grave maladie et dans ses révélations ultérieures, explique qu'elle n'avait « aucun contrôle sur elle-même » avec peu de sursis. Cette maladie est le stimulant de sa conversion à une vie spirituelle plus profonde de dévotion à Dieu. Cette maladie semble  parfois même la conduire au seuil de la mort, et même lorsqu'elle semble se remettre, elle reste encore au lit pendant plus d'une décennie. C'est à partir de 1311 qu'elle commence à avoir des visions de Jésus-Christ. Elle fait preuve de pénitence et de mortification par l'abstinence de vin, de fruits ainsi que de bain.
Dans les années 1320, la querelle entre le pape et l'empereur romain germanique s'intensifie. Jean XXII excommunie Louis IV le Bavarois et place l'empire sous un interdit ; Louis nomme son propre anti-pape. Les membres du couvent sont contraints de se disperser pour des raisons de sécurité pendant la campagne de Louis IV contre les forces papales. Marguerite Ebner se réfugie dans son ancienne maison avec ses parents. À son retour, son infirmière est morte et elle pleure sans consolation jusqu'à ce que le prêtre séculier Heinrich von Nördlingen prenne sa direction spirituelle en 1332.
Mais son confesseur est souvent absent en raison de son allégeance personnelle au pape. La correspondance échangée entre eux est la première de ce type en langue allemande. Sur ses ordres - à partir de l'Avent de 1344 - elle commence à écrire de sa propre main un compte rendu complet de toutes ses révélations et de sa conversation avec l'Enfant Jésus ainsi que toutes les réponses qu'elle avait reçues de Lui, y compris celles qui lui avaient été données dans son sommeil. Marguerite Ebner écrit également ses visions dans le dialecte souabe.
Ce journal est conservé dans un manuscrit en 1353 à Medingen. Marguerite Ebner a également eu une correspondance approfondie avec le célèbre théologien et prédicateur dominicain Johannes Tauler, ainsi qu’avec Christina Ebner (même patronyme mais pas apparentée). Il était considéré comme le chef du mouvement spirituel des Amis de Dieu. Grâce à cette correspondance, elle s'identifie comme faisant partie de ce mouvement. De ses lettres et de son journal, on apprend qu'elle n'a jamais abandonné sa compassion pour l'empereur Louis, et l'une de ses visions lui apprend que son âme a été sauvée[réf. nécessaire].
Ebner décède le 20 juin 1351. Ses restes sont maintenant enterrés dans son ancien couvent dans une chapelle construite en 1755.

## Béatification
La cause de béatification s'est ouverte à Augsbourg en 1686, mais elle paraît longtemps être bloquée, jusqu'à ce qu'elle reprenne des siècles plus tard en 1910 ; les théologiens devaient enquêter sur chacun de ses écrits et lettres afin de déterminer si ces écrits étaient conformes à la doctrine catholique. De telles contraventions dans ses écrits auraient suspendu la cause, mais les théologiens les approuvent le 14 mars 1952 sans y avoir trouvé de faute. Les historiens affectés à la cause l'approuvent également le 12 juin 1963 avant que la Congrégation pour les causes des saints et ses consultants n'approuvent la cause le 9 mai 1978[réf. nécessaire].
Marguerite Ebner est béatifiée le 24 février 1979 après que le pape Jean-Paul II a confirmé la dévotion populaire de longue date dont elle fait l'objet - ce qui signifiait qu'aucun miracle n'est nécessaire pour qu'elle soit béatifiée contrairement à la norme.

## Œuvres spirituelles
Les expériences de Marguerite Ebner sont principalement enregistrées dans les Révélations (ou Offenbarungen) qu'elle a composées en 1344-1348 avec l'encouragement de son conseiller spirituel Heinrich ; c'est là qu'elle raconte les grâces spirituelles qu'elle aurait reçues entre 1312 et 1348. Il y a environ sept manuscrits qui ont survécu.
Il reste également 56 lettres que Heinrich avait écrites à la dominicaine qui survivent dans un seul manuscrit tardif ; une seule des lettres de Marguerite Ebner à Heinrich a été conservée[réf. nécessaire].
Les « Révélations » sont devenues largement connues au XVIIIe siècle grâce à une sélection de ses lettres manuscrites et de ses mémoires compilées par Eustachius Eichenhut. Son travail est l'une des premières expositions imprimées des doctrines et des travaux d'Ebner.